# Regnów (gmina)
Regnów est une gmina rurale du powiat de Rawa Mazowiecka, Łódź, dans le centre de la Pologne. Son siège est le village de Regnów, qui se situe environ 10 km à l'est de Rawa Mazowiecka et 64 km à l'est de la capitale régionale Łódź.
La gmina couvre une superficie de 45,58 km2 pour une population de 1 856 habitants.

## Géographie
La gmina inclut les villages d'Annosław, Kazimierzów, Nowy Regnów, Podskarbice Królewskie, Podskarbice Szlacheckie, Regnów, Rylsk, Rylsk Duży, Rylsk Mały, Sławków, Sowidół et Wólka Strońska.
La gmina borde les gminy de Biała Rawska, Cielądz, Rawa Mazowiecka et Sadkowice.